# 特殊舟艇部隊
特殊舟艇部隊（とくしゅしゅうていぶたい、英: Special Boat Service,SBS）は、イギリス海兵隊の特殊部隊である。本部はドーセット州プール海軍基地。

## 概要
海兵隊が母体であるため、海中や沿岸での偵察や対テロ活動を主任務とするが、ジャングル・砂漠・寒冷地でも任務に就く。そのため、陸軍の特殊空挺部隊（SAS）と重複する場合もある。
また、現在では平和維持活動や麻薬取締り、要人警護、核施設の警備など、戦争以外の軍事作戦 (MOOTW: Military operations other than war) にも対応している。
入隊するにはコマンド課程に合格して海兵隊員となってから更に選抜コースに合格する必要がある。隊員は自分達はSASよりも優秀であると自負しているが、これは主に水という自然敵対的な環境で活動するためである。アメリカ陸軍のデルタフォースとアメリカ海軍のDEVGRUと同じような関係である。
モットーは「Not By Strength By Guile（力よりも知恵で）」だったが、現在は「By strength and guile（力と知恵を）」となっている。

## 沿革

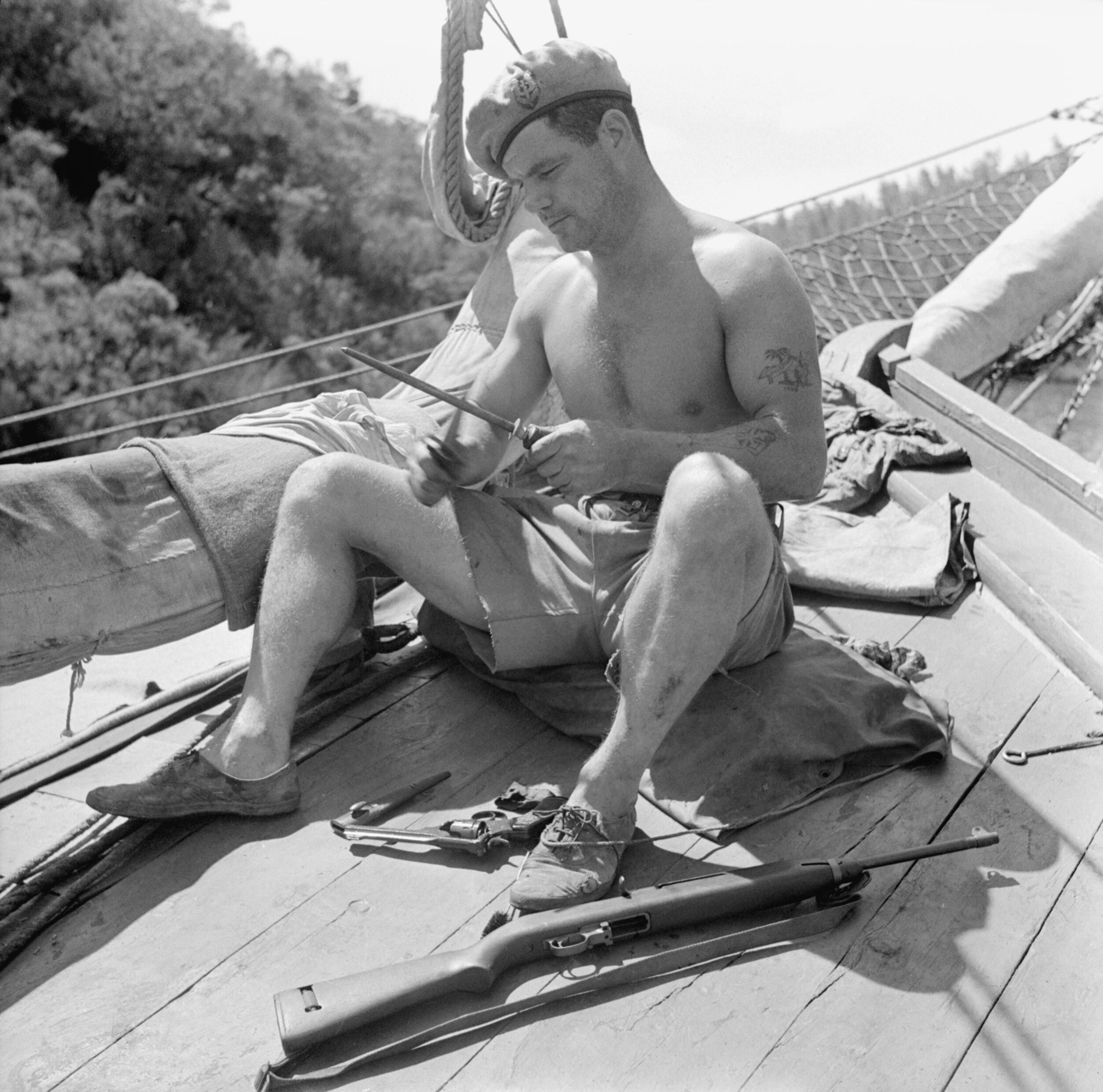
武器を手入れする第二次大戦時のSBS隊員(1944年)

第二次世界大戦中の1940年に、ブリティッシュ・コマンドスの隊員となり、スコットランドの複合訓練センターに派遣されたロジャー・コートニーが率いる小規模なボート部隊を起源に持つ。この部隊はいくつかの作戦を成功させたが、損害も大きかったとしてコートニーは指揮権を失い、一時SASに吸収された。
同時期の1942年7月6日、英国海兵隊帆船パトロール分遣隊（RMBPD）という組織が結成されており、ポーツマスのサウスシーを拠点としていた。RMBPDは英国海兵隊のハーバート「ブロンディ」ハスラー少佐の指揮下にあり、J.D.スチュワート大尉が副官を務めていた。分遣隊は34名で構成され、ランプスフォートを拠点とし、しばしばポーツマス港で演習を行い、夜間は港の帆船をパトロールしていた。
そして1943年4月、ジョージ・ジェリコー少佐を指揮官としたSAS隊員250人が第62海兵隊コマンドに移転、SBSは再び組織された。SBSとRMBPDは海上の特殊作戦でドイツ軍を相手に戦果を上げ、第二次世界大戦後の軍縮に伴い、SBSは解体された。
しかし戦後、RMBPDの後継たる訓練部隊を経て、SBSが再結成。ボルネオ、オマーン、北アイルランド、フォークランド、湾岸で任務に就き、2001年のアフガニスタン紛争初期には米軍特殊部隊と共に現地の反タリバーン勢力に接近した。

## 年表

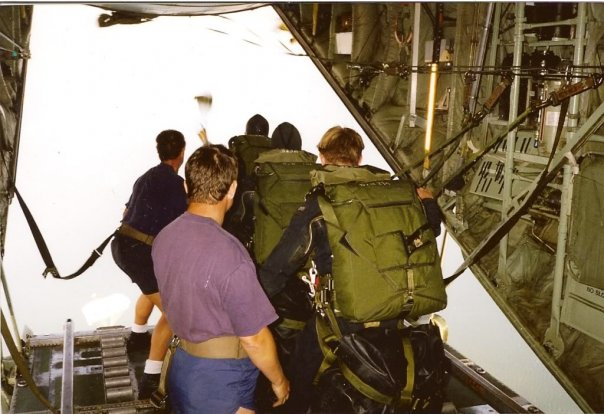
輸送機から水中へ落下傘降下する訓練を行うSBS

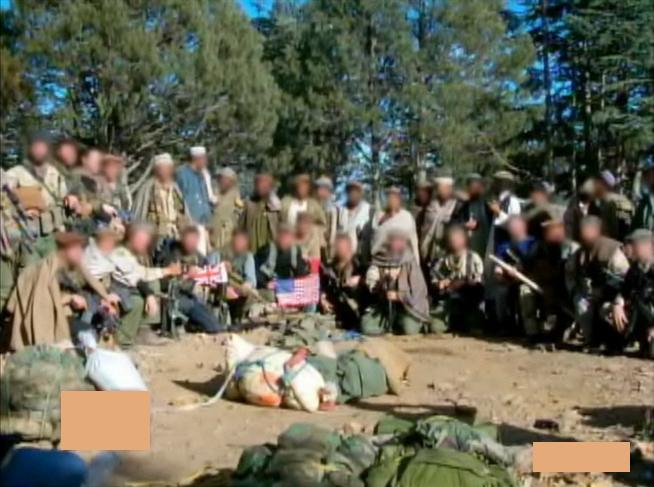
デルタフォースとSBS、アフガニスタンのトラボラにて2001年に撮影

- 1942年 - ボルドーにて「フランクトン」作戦に投入される。
- 1943年 - ギリシャにおけるドデカネス諸島の戦いに投入される。
- 1944年 - ドデカネス諸島におけるシミの戦いに参加する。
- 1946年 - 世界大戦終了に伴い、一時解隊される。
- 1952年 - エジプトにて、ガマール・アブドゥル＝ナーセルのクーデター鎮圧に参加する。
- 1956年 - 第二次中東戦争における作戦に参加。
- 1961年 - インドネシア・マレーシア間の紛争にて、偵察任務に参加する。
- 1969年以降 - 北アイルランドでの治安維持任務に投入。
- 1982年 - フォークランド紛争に投入。
- 1987年 - イギリス特殊部隊（UKSF）の指揮下となる。
- 1991年 - 湾岸戦争に投入。
- 1999年 - 東ティモール紛争に投入。
- 2000年9月10日 - シエラレオネのバラス作戦にて、偵察任務に参加。
- 2001年以降 - アフガニスタン紛争に投入。
- 2003年以降 - イラク戦争に投入。
- 2011年 - リビア内戦にて、150人の石油会社の人間を救出する。
- 2018年12月21日 - テムズ川河口でシージャックされたコンテナ船「グランデテマ」を急襲し、4人の密航者を確保[8]。
- 2020年10月25日 - イギリス海峡でシージャックされた石油タンカー「ネイブアンドロメダ」を急襲、実行犯と見られる7人の密航者を制圧し、警察へ引き渡す[9][10]。
- 2022年 - ボリス・ジョンソン首相のウクライナ電撃訪問時に、SASとウクライナに派遣され身辺警護に従事したと言われている。

## 編成
C中隊
水泳作戦・カヌー作戦。
M中隊
海洋対テロ作戦・ボート作戦。
S中隊
小規模揚陸作戦・小型潜水艇作戦。
X中隊
SASとSBSからの志願者により、2004年新設。
SBS予備兵 (SBSR)
予備役。

## 登場作品

### 書籍
- ダン・キャムセル 著、村上和久 訳『SBS特殊部隊員』並木書房、2001年。ISBN 4-89063-142-9。
- ダンカン・ファルコナー『ストラットンシリーズ　』。コードネーム:ストラットンの原作

### 映画
- 『生き残った二人』（1955年 監督 : ホセ・ファーラー）
- 『コードネーム:ストラットン』 (2017年 監督：サイモン・ウェスト)

### ビデオゲーム
- 『Battlefield V』(2018年　Electronic Arts社制作)
  - ストーリーミッション「旗なき戦い」

## 関連部隊
- オランダとイギリスは協力関係にあり、オランダ海軍海兵隊には、SBS第7小隊（別名 水陸両用偵察小隊）があり、戦時にはイギリス海軍海兵隊のSBSの一部となる。
- 海上自衛隊の特別警備隊 (SBU) は創設時にSBSから教官を呼び訓練を実施した。